# Shihezi
Shihezi (kinesisk: 石河子; pinyin: Shíhézǐ; Wade-Giles: Shíh-hó-tzǔ; uighurisk: شىخەنزە; uighur-latin: Shixenze) er et kinesisk byamt i den autonome region Xinjiang (Sinkiang) i det vestlige Kina. Shihezi er den næststørste by i Xinjiang, efter Urumqi. 	Den har et areal på 460 km2 og en befolkning på 640.000 mennesker med en befolkningstæthed på 1.391,3 indb./km2 (2007). Amtet er direkte underlagt Xinjiangs centralregering.

## Trafik
Kinas rigsvej 312 løber gennem området. Den fører fra Shanghai og ender på grænsen til Kasakhstan. Undervejs passerer den blandt andet Suzhou, Nanjing, Hefei, Xinyang, Xi'an, Lanzhou, Jiayuguan og Urumqi.
44°18′N 86°02′Ø / 44.300°N 86.033°Ø